# Slovinsko na zimních olympijských hrách
Slovinsko na zimních olympijských hrách startuje od roku 1992. Toto je přehled účastí, medailového zisku a vlajkonošů na dané sportovní události.

## Účast na Zimních olympijských hrách
| Dějiště ZOH            | ZOH      | Vlajkonoš                  | Zlatá medaile | Stříbrná medaile | Bronzová medaile | Celkem |
| ---------------------- | -------- | -------------------------- | ------------- | ---------------- | ---------------- | ------ |
| 1992 Albertville       | ZOH 1992 | Franci Petek               |               |                  |                  | 0      |
| 1994 Lillehammer       | ZOH 1994 | Jure Košir                 |               |                  | 3                | 3      |
| 1998 Nagano            | ZOH 1998 | Primož Peterka             |               |                  |                  | 0      |
| 2002 Salt Lake City    | ZOH 2002 | Dejan Košir                |               |                  | 1                | 1      |
| 2006 Turín             | ZOH 2006 | Tadeja Brankovič           |               |                  |                  | 0      |
| 2010 Vancouver         | ZOH 2010 | Tina Mazeová               |               | 2                | 1                | 3      |
| 2014 Soči              | ZOH 2014 | Tomaž Razingar             | 2             | 2                | 4                | 8      |
| 2018 Pchjongčchang     | ZOH 2018 | Vesna Fabjanová            |               | 1                | 1                | 2      |
| 2022 Peking            | ZOH 2022 | Ilka Štuhecová, Rok Marguč | 2             | 3                | 2                | 7      |
| 2026 Milán             | ZOH 2026 |                            |               |                  |                  |        |
| Celkem                 | 9        |                            | 4             | 8                | 12               | 24     |
| Zdroj na Olympedia.org |          |                            |               |                  |                  |        |